# Iwan Komarow
Iwan Komarow (ros. Иван Комаров; ur. 28 lipca 1992) – rosyjski siatkarz, grający na pozycji przyjmującego, reprezentant Rosji. 

## Sukcesy klubowe
Brązowy medalista Mistrzostw Rosji:
- 2021

## Sukcesy reprezentacyjne
Letnie Igrzyska Olimpijskie Młodzieży:
- 2010

Mistrzostwa Świata U-23:
- 2013